# Eutychides

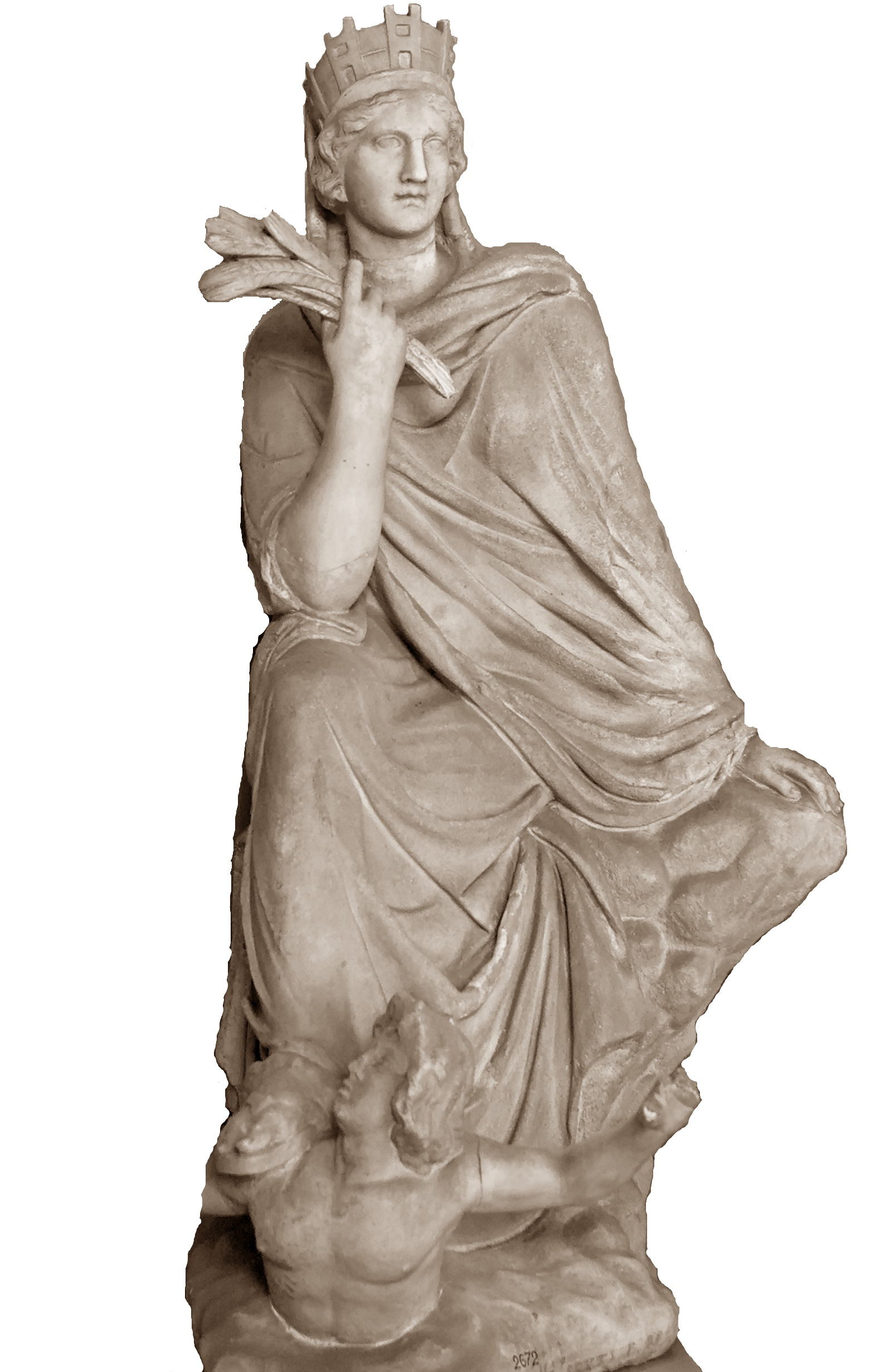
Tyche von Antiochia, Vatikanische Museen.

Eutychides (altgriechisch Εὐτυχίδης) war ein aus Sikyon in Griechenland stammender Bildhauer der Antike.
Er galt als Schüler des Lysipp. Laut Plinius dem Älteren wirkte er in der 121. Olympiade, das heißt wenigstens in den Jahren von 296 bis 293 v. Chr. Unter seinen Werken ist die Tyche von Antiochia am Orontes das einzige, das auf Grund von Münzdarstellungen der Stadtgöttin im Bestand antiker römischer Kopien erschlossen werden konnte, auch wenn diese Einzelheiten unterschiedlich darstellen. Eine verkleinerte Kopie befindet sich in den Vatikanischen Museen. Es zeigt die Göttin der von Antiochos I. neu gegründeten Stadt auf einem Fels sitzend, bekrönt von einer mit Türmen verstärkten Stadtmauer, den personifizierten Fluss Orontes zu ihren Füßen. Die Tyche galt als berühmtestes Werk des Eutychides und stand noch zu Zeiten des Pausanias im 2. Jahrhundert n. Chr. bei den Einwohnern Antiochias in hohen Ehren. An weiteren seiner Werke sind die Statue eines Olympiasiegers und das Bildnis des Flussgottes Eurotas, das wegen seiner Darstellung fließenden Wassers besonders hervorgehoben wurde, überliefert.